# Одеса (аерогара)
Вижте пояснителната страница за други значения на Одеса.
Международно летище Одеса – летище на град Одеса, Украйна.
Международното летище в Одеса се отнася към групата на най-големите летища в Украйна и свързва с въздушни линии много украински градове, а също така и със страни от Западна Европа, Азия и Африка.
Летището обслужва южната част на Украйна влизащи към Черно море на територията, на която са разположени най-големите морски пристанища на Украйна – Одеса, Черноморск, Николаев, Херсон.
Главното съоръжение на летището на базата, на която функционира Одеския обединен авиоотряд създадено 1961 година като самостоятелно дружество и е било построено през 1960—1961 години.
Авиогарата има обща пропускателна способност, която е 400 души за час е предназначена да обслужва международни и вътрешни(за Украйна вътрешни) линии. През 1982 година е построен товарен(карго) терминал.

## Авиолинии
| Авиокомпания        | Град – Летище          |
| ------------------- | ---------------------- |
| airBaltic           | Рига (от 26 март 2017) |
| Austrian Airlines   | Виена                  |
| Bravo Airways       | Кутаиси                |
| Czech Airlines      | Прага                  |
| Dniproavia          | Тбилиси                |
| flydubai            | Дубай                  |
| LOT Polish Airlines | Варшава „Шопен“        |
| Lufthansa           | Мюнхен                 |
| Turkish Airlines    | Истанбул „Ататюрк“     |